# Grandes Observatorios

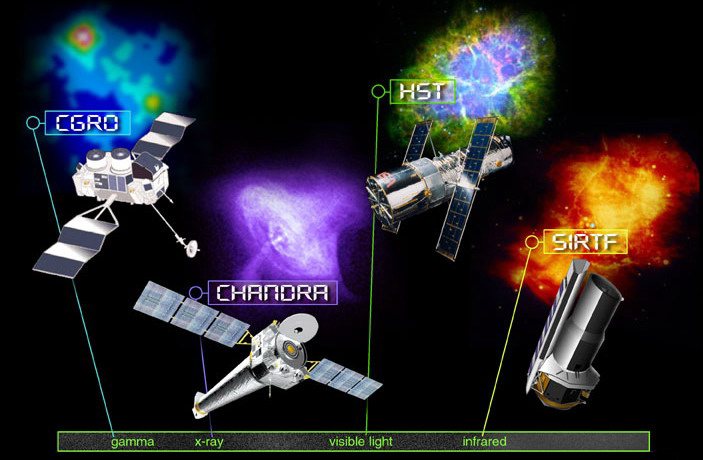
Cuatro Grandes Observatorios

Los Grandes Observatorios son una serie de cuatro grandes y potentes telescopios espaciales puestos en funcionamiento por la NASA. Cada uno de los Grandes Observatorios tiene un tamaño y costo similar al resto, y todos han hecho contribuciones clave a la astronomía. Cada misión está centrada en una región del espectro electromagnético.

## Grandes Observatorios
- Telescopio espacial Hubble (en inglés Hubble Space Telescope, HST) conocido previamente como Space Telescope (ST). Observa principalmente luz visible y ultravioleta cercano. Una misión de servicio de la lanzadera en 1997 le dotó de capacidad de observar infrarrojo cercano.
- Observatorio de rayos gamma Compton (en inglés Compton Gamma Ray Observatory, CGRO) conocido previamente como Gamma Ray Observatory (GRO). Observaba principalmente rayos gamma, aunque también rayos X duros.
- Observatorio Chandra de Rayos X (en inglés Chandra X-ray Observatory, CXO) conocido previamente como Advanced X-ray Astronomical Facility (AXAF). Observa principalmente rayos X blandos.
- Telescopio espacial Spitzer (en inglés Spitzer Space Telescope, SST) conocido previamente como Space Infrared Telescope Facility (SIRTF). Observa el espectro infrarrojo.

De estos satélites actualmente dos no están operativos:
- El Compton; uno de sus giroscopios falló y la NASA ordenó que fuese incinerado en la atmósfera el 4 de junio de 2000. Las partes que sobrevivieron a la reentrada se hundieron en el Océano Pacífico.
- El Spitzer: en 2009 se terminaron sus reservas de helio que le permitían mantener la temperatura de -269 °C necesaria para sus sensores. Aun así, la NASA siguió utilizando algunos sensores que no requerían una temperatura tan baja para operar, aprovechando que el satélite se encontraba en una órbita alejada de fuentes de calor. No obstante, esto también dificultaba cada vez más las comunicaciones con la Tierra y la recarga solar de sus baterías, por lo que fue desconectado el 30 de enero de 2020.

Por su parte, estaba previsto que el Hubble volviese a la Tierra en el transbordador espacial pero el plan de recuperación fue abandonado posteriormente. El 31 de octubre de 2006 el administrador de la NASA Michael D. Griffin dio el visto bueno para una última misión de renovación. La misión STS-125 del Atlantis, lanzada el 11 de mayo de 2009, instaló baterías nuevas, sustituyó todos los giroscopios e instaló la Cámara de Gran Angular 3 y el Cosmic Origins Spectrograph.
El Spitzer es el único de los Grandes Observatorios que no fue lanzado por la lanzadera espacial. Tras el desastre del Challenger, la etapa superior requerida para colocar el observatorio en órbita heliocéntrica, la Centaur LH2/OX fue prohibida para los vuelos del transbordador. Los cohetes Titan y Atlas tenían un lanzamiento demasiado costoso, de manera que se optó por un rediseño y el lanzamiento usando un cohete Delta II.

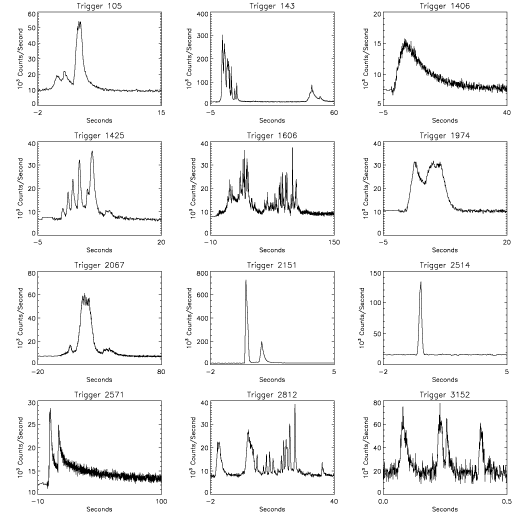
Perfiles de explosiones de rayos gamma registrados por el CGRO.

## Ventajas de los observatorios espaciales
Cada observatorio ha sido diseñado para usar las últimas tecnologías disponibles en su respectiva región del espectro.
El Hubble es el observatorio más beneficiado directamente de encontrarse por encima de la atmósfera, pues así se reducen las interferencias y aumenta la resolución espacial. Telescopios terrestres mucho mayores han alcanzado recientemente la resolución del Hubble en el espectro infrarrojo, pero aún no en el visible. Por otro lado, al estar en el espacio evita el efecto producido por la ligera emisión de luz visible de la atmósfera terrestre, permitiendo al Hubble observar objetos muy distantes. Los observatorios terrestres no tienen manera de compensar éste efecto, de manera que les resulta imposible observar los objetos que puede llegar a fotografiar el Hubble.
El Compton observa en rayos gamma, los cuales simplemente no alcanzan la superficie. Era bastante más grande que los observatorios de rayos gamma que le precedieron, lo que le sirvió para abrir por sí mismo nuevas áreas de estudio. Además tenía cuatro instrumentos, que se complementaban para obtener mejores sensibilidades, resoluciones y campos de vista. Los rayos gamma se emiten desde fuentes muy energéticas, como agujeros negros y supernovas.
El Chandra, del mismo modo, no tiene predecesores terrestres, y sólo algunos en órbita pero siempre más pequeños que él. Su resolución espacial era de un orden de magnitud mayor que las misiones anteriores, pues su gran tamaño, alta órbita, y sensibles CCDs le permiten observar fuentes de rayos X muy débiles. Estas fuentes también son muy potentes, que se observan con más detalle que en rayos gamma.
El Spitzer es difícil o imposible de imitar en tierra, y tiene pocos predecesores en órbita. Spitzer no es mucho mayor que su predecesor, el Observatorio Espacial Infrarrojo (en inglés Infrared Space Observatory, ISO), sin embargo, se ha aprovechado del rápido avance de la tecnología de los detectores de infrarrojos. Combinando esto con su tamaño ligeramente mayor, un campo de visión favorable y su larga vida, los resultados científicos devueltos no tienen precedentes. Las observaciones infrarrojas se usan para objetos fríos que no emiten mucha luz visible, o objetos oscurecidos por polvo interestelar en longitudes de onda visibles.

## Sinergias
Más allá de las capacidades de cada misión (particularmente las sensibilidades, que no pueden ser alcanzadas por los observatorios terrestres) el programa de los Grandes Observatorios permite a las misiones interactuar para lograr un mayor retorno de datos. Diferentes objetos brillan en diferentes longitudes de onda, o sea que tener dos o tres observatorios apuntando a un mismo objeto permite un mayor entendimiento.
Los estudios de alta energía (rayos X y gamma) sólo tienen hoy por hoy una resolución moderada. Estudiando los objetos que emiten en rayos X y gamma con el Hubble además que con el Chandra y el Compton, se traduce en mayor precisión en datos de tamaño y posición. En particular, la resolución del Hubble puede discernir a veces si el objetivo de estudio es un objeto solitario o parte de una galaxia y si un objeto brillante se encuentra en el núcleo, los brazos o el halo de una galaxia espiral. De la misma manera, la menor apertura del Spitzer significa que el Hubble puede añadir información espacial más detallada a una imagen del primero.
Estudios ultravioleta con el Hubble también revelan el estado temporal de objetos de alta energía. Los rayos X y gamma son más difíciles de detectar con las tecnologías hoy disponibles que la luz visible o ultravioleta. Por tanto, el Chandra y el Compton necesitan de largos tiempos de integración para obtener suficientes fotones como para lograr una imagen. Esto puede ser un problema, ya que ciertos objetos que brillan en rayos X y gamma son pequeños y pueden variar enormemente en minutos o incluso segundos. Por tanto, estos objetos pueden ser seguidos con el Hubble o el Rossi X-ray Timing Explorer, el cual puede tomar medidas detalladas en segundos o fracciones de segundo, debido a su diferente diseño.
La habilidad del Spitzer para ver a través de polvo y gases es apreciable para observaciones del núcleo galáctico. Grandes objetos en el centro de las galaxias brillan en rayos X, rayos gamma y ondas de radio, pero estudios en infrarrojo en estas zonas llenas de polvo pueden revelar el número y posición de los objetos.
El Hubble mientras tanto, no tiene un campo de visión suficiente como para estudiar todos los objetos interesantes del cielo, por tanto, los objetivos potenciales se localizan con observatorios terrestres (más baratos) o por observatorios espaciales menores, que a veces están diseñados para cubrir grandes áreas del cielo. Además los otros tres Grandes Observatorios han encontrado nuevos objetos interesantes, los cuales merecen la atención del Hubble.
Un ejemplo de trabajo conjunto tiene lugar en el sistema solar y los estudios de asteroides. Los cuerpos más pequeños del sistema solar (lunas y asteroides) son demasiado pequeños como para ser medidos directamente por el Hubble. Lo más que puede darnos el Hubble es el tamaño mínimo del objeto, basándose en su albedo. El tamaño máximo puede ser determinado por el Spitzer a través del conocimiento de la temperatura del cuerpo, la cual es conocida por su distancia al sol. Luego se realiza una espectroscopia detallada por parte del Spitzer para determinar la composición química de la superficie, con la que se calcula el albedo y podemos reajustar el tamaño mínimo para nuestro objeto.
Cronología del trabajo conjunto entre los Grandes Observatorios:
- Finales de 1991: Hubble y Compton.
- Finales de 1999: Hubble, Compton y Chandra.
- Mediados de 2000: Hubble y Chandra.
- Finales de 2003 en adelante: Hubble, Chandra y Spitzer.

## Fortalezas

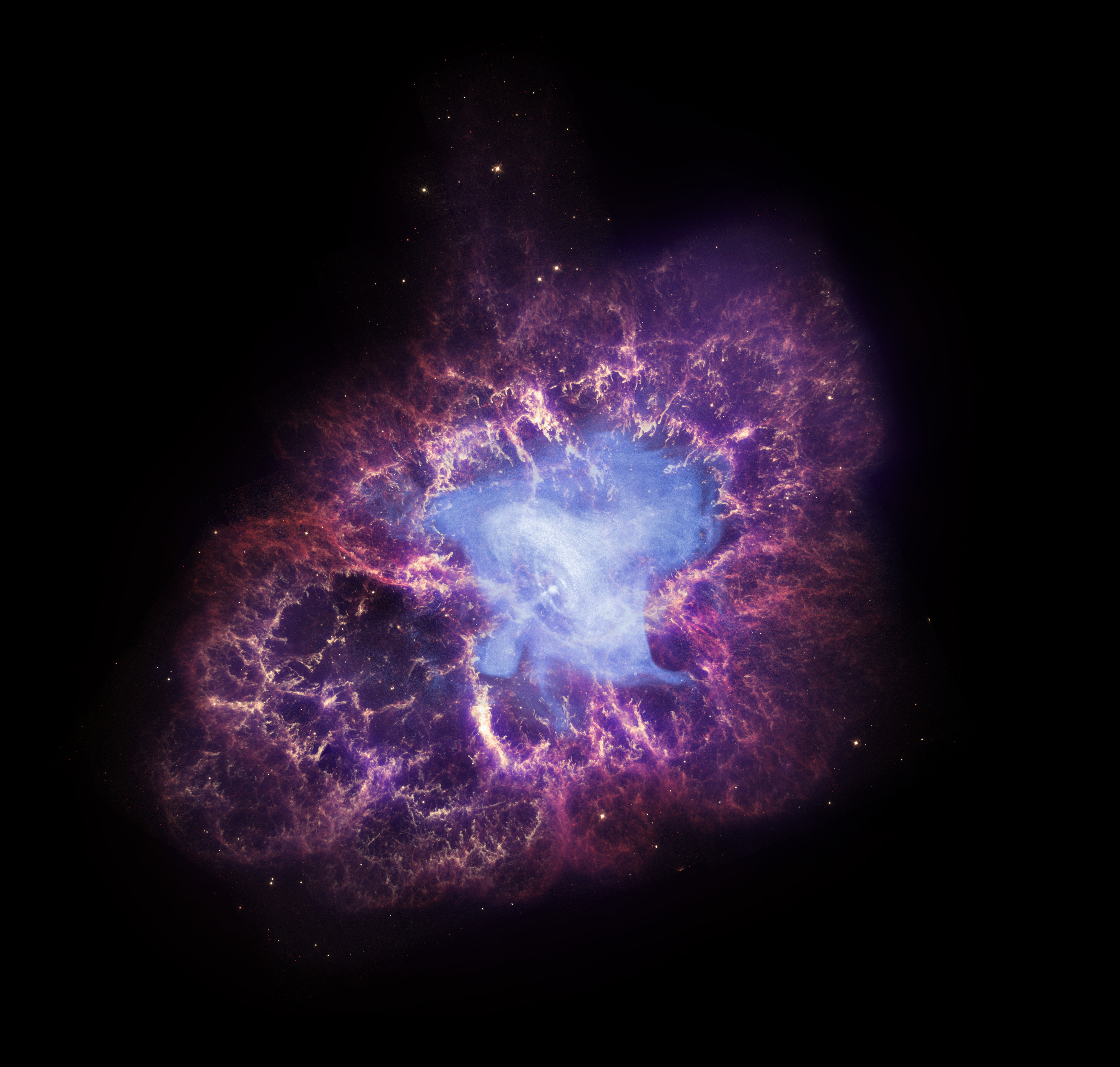
Imagen compuesta de Chandra, Hubble y Spitzer de la Nebulosa del Cangrejo (2009)

Cada observatorio fue diseñado para impulsar el estado de la tecnología en su región de longitud de onda prevista. Dado que la atmósfera de la Tierra impide que la radiación de rayos X, de rayos gamma y de infrarrojo lejano lleguen al tierra, las misiones espaciales fueron esenciales para los observatorios Compton, Chandra y Spitzer.
El Hubble también se beneficia de estar por encima de la atmósfera, ya que la atmósfera difumina las observaciones terrestres de objetos muy débiles, lo que disminuye la resolución espacial (sin embargo, los objetos más brillantes se pueden fotografiar en una resolución mucho más alta que el Hubble desde el suelo usando un interferómetro astronómico o óptica adaptativa). Los telescopios terrestres más grandes han igualado recientemente al Hubble en resolución para longitudes de onda del infrarrojo cercano de objetos débiles. Estar por encima de la atmósfera elimina el problema de la luminiscencia nocturna, lo que le permite al Hubble hacer observaciones de objetos ultradébiles. Los telescopios terrestres no pueden compensar la luminiscencia en objetos ultradébiles, por lo que los objetos muy débiles requieren tiempos de exposición difíciles de manejar e ineficientes. Hubble también puede observar en ultravioleta longitudes de onda que no penetran en la atmósfera.
Compton observó en los rayos gamma, que no penetran en la atmósfera inferior. Era mucho más grande que cualquier instrumento de rayos gamma volado en las misiones anteriores del HEAO, abriendo áreas de observación completamente nuevas. Tenía cuatro instrumentos que cubrían el rango de energía de 20 keV a 30 GeV, que complementaban las sensibilidades, resoluciones y campos de visión de cada uno. Los rayos gamma son emitidos por varias fuentes de alta energía y alta temperatura, como los agujeros negros, los pulsar y las supernovas.
Chandra tampoco tuvo predecesores terrestres. Siguió a los tres Programa HEAO de la NASA, en particular al exitoso Observatorio Einstein, que fue el primero en demostrar las posibilidades de la óptica de rayos X de enfoque de incidencia rasante, dando una resolución espacial un orden de magnitud mejor que los instrumentos colimados (comparables a los telescopios ópticos), con una enorme mejora en la sensibilidad. El gran tamaño, la alta órbita y los CCD sensibles de Chandra permitieron observaciones de fuentes de rayos X muy débiles.
Spitzer también observa en una longitud de onda en gran medida inaccesible para los telescopios terrestres. Fue precedido en el espacio por la misión más pequeña IRAS de la NASA y el gran ISO de la Agencia Espacial Europea (ESA). Los instrumentos de Spitzer aprovecharon los rápidos avances en la tecnología de detección de infrarrojos desde IRAS, combinados con su gran apertura, campos de visión favorables y larga vida útil. Los resultados científicos han sido, en consecuencia, sobresalientes. Las observaciones infrarrojas son necesarias para objetos astronómicos muy distantes donde toda la luz visible se desplazamiento al rojo a longitudes de onda infrarrojas, para objetos fríos que emiten poca luz visible y para regiones oscurecidas ópticamente por el polvo.

## Sucesores de los Grandes Observatorios
- Telescopio espacial James Webb (en inglés James Webb Space Telescope, JWST) conocido previamente como Next Generation Space Telescope (NGST), está proyectado para reemplazar al Hubble en torno al 2018.[5] Su espejo segmentado será aproximadamente el doble de grande, incrementando la resolución angular de forma notable, y la sensibilidad de forma dramática. Al contrario que el Hubble, el JWST observará en infrarrojo, con el objetivo de penetrar el polvo a distancias cosmológicas. Esto significa que continuará con algunas de las capacidades del Spitzar, mientras que algunas de las características del Hubble se perderán. Nuevos avances en telescopios terrestres harán posibles observaciones en espectro visible, pero las observaciones en ultravioleta se resentirán bastante.

- Contellation-X: Una misión para llevar a cabo observaciones extremadamente precisas en rayos X, que comenzaría en torno a 2016. Esta no es un reemplazo directo para el Chandra, pues Chandra está optimizado para obtener una alta resolución angular. Constellation-X sigue más la estela de la misión XMM-Newton, la cual cambia resolución por sensibilidad. Constellation-X será docenas de veces más sensible que el Compton. Como sus observaciones se extenderán en las regiones de rayos X duros, este observatorio tendrá ciertas habilidades del Compton.

- GLAST el Gamma Ray Large Area Space Telescope es la continuación del Compton lanzada en 2008.[6] GLAST es mucho más pequeño, llevando solamente un instrumento principal y un experimento secundario. Otras misiones, como el HETE-2 lanzado en 2000, y Swift, lanzado en 2004, complementaran al GLAST. El Ramaty High energy Spectroscopic Imager (RHESSI), lanzado en 2002, observa en algunas longitudes de onda correspondientes a Chandra y Compton, pero está siempre apuntando al sol, de manera que sólo observa lo que ocurre en su campo de visión alrededor del astro rey.

- Otro gran observatorio de alta energía es INTEGRAL, INTErnational Gamma Ray Astrophysics Laboratory, lanzado en 2002 por la ESA. Observa en frecuencias similares al Compton, pero INTEGRAL utiliza un telescopio con tecnología diferente. Por tanto, sus capacidades son complementarias a las del Compton y GLAST, no un reemplazo directo.

- El Spitzer no tiene un sucesor planeado. Sin embargo, JWST podrá lo superará en infrarrojo cercano y el Observatorio Espacial Herschel de la ESA, estudiará el infrarrojo lejano cuando sea lanzado en torno a 2008. El SOFIA (Stratospheric Observatory For Infrared Astronomy), una plataforma aérea estudiará el infrarrojo cercano y medio. SOFIA tendrá mayor apertura que Spitzer, pero tendrá una sensibilidad relativa menor. Además misiones espaciales menores realizarán observaciones infrarrojas concretas.

Hay que destacar que ninguna de estas misiones está diseñada para ser lanzada por la lanzadera. La mayoría se encuentra en órbitas más allá del alcance de la lanzadera, de manera que no habrá posibilidad de reparación o mejora una vez lanzadas.

## Programa Next Great Observatory
En 2016, la NASA comenzó a considerar cuatro diferentes Grandes misiones científicas estratégicas en telescopios espaciales, son la Habitable Exoplanet Imaging Mission (HabEx), Large UV Optical Infrared Surveyor (LUVOIR), Origins Space Telescope (OST), y Lynx X-ray Observatory. En 2019, los cuatro equipos entregaron sus informes finales a la Academia Nacional de Ciencias, cuyo comité independiente Decadal Survey asesora a la NASA sobre qué misión debe tener máxima prioridad. La selección tendría lugar en 2021, y el lanzamiento aproximadamente en 2035.

## Galería de imágenes

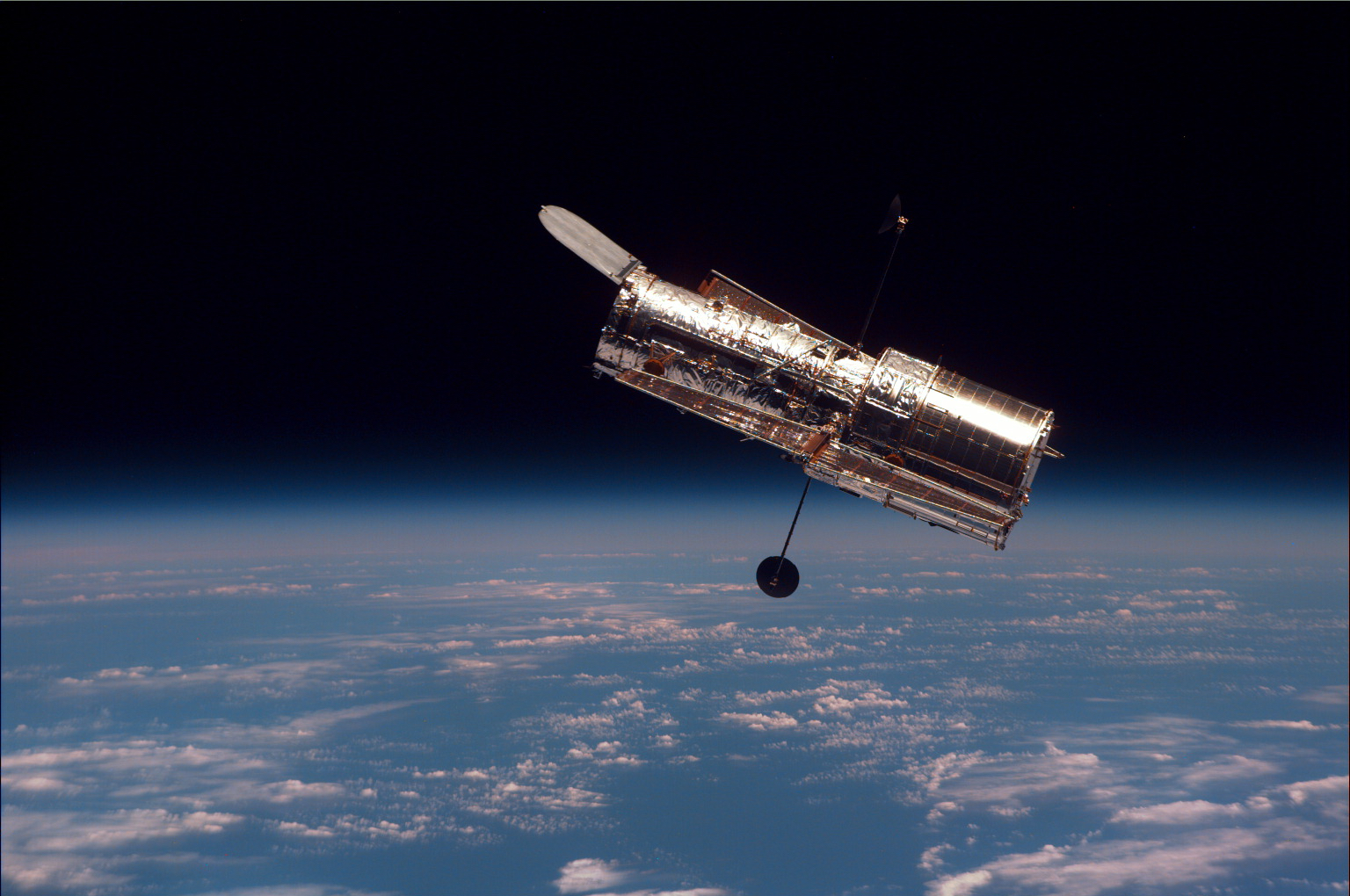
Telescopio espacial Hubble
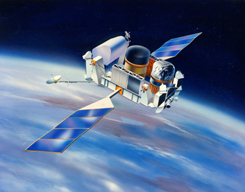
Ilustración del Compton Gamma Ray Observatory
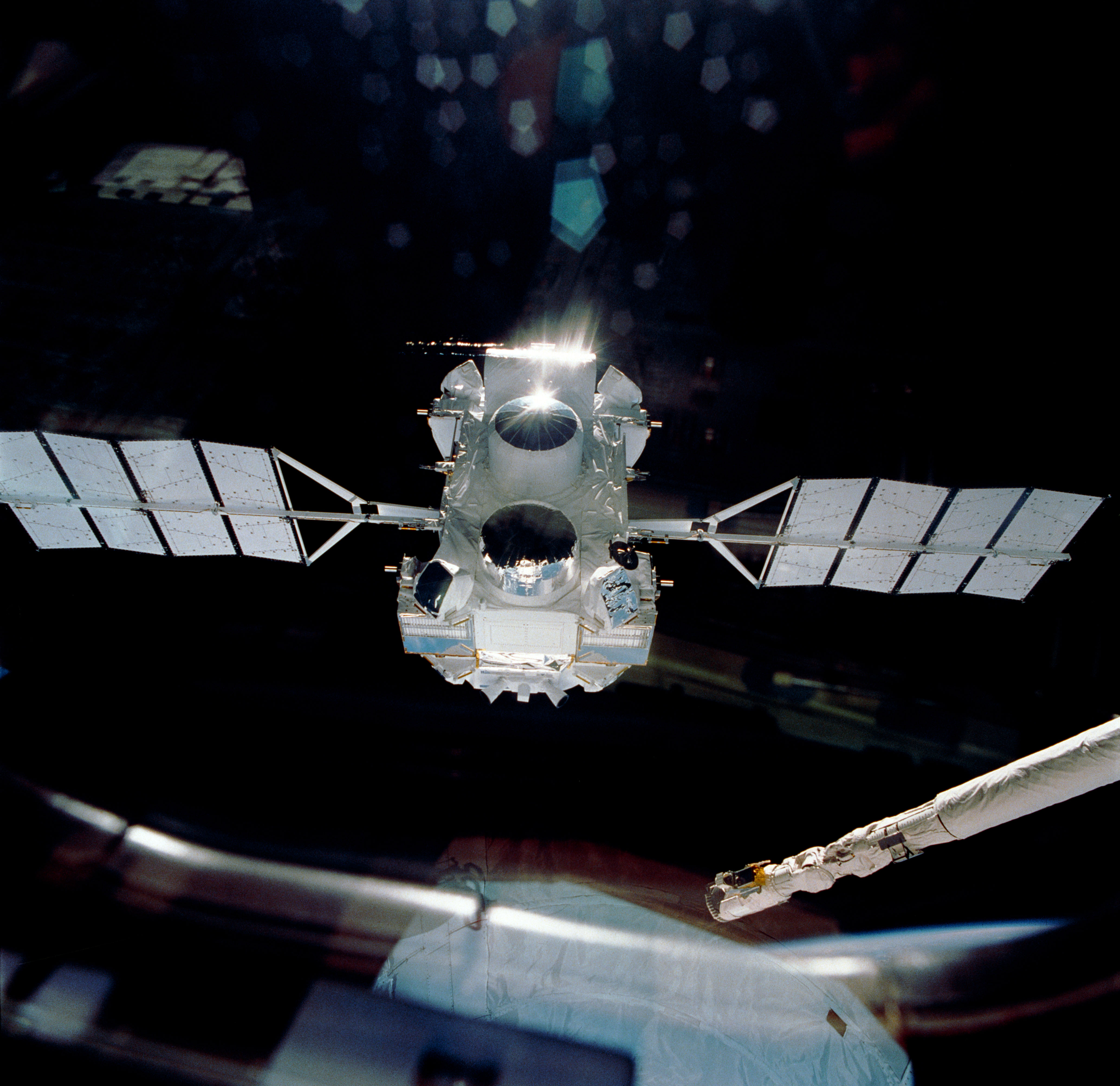
Compton Gamma Ray Observatory, 1991
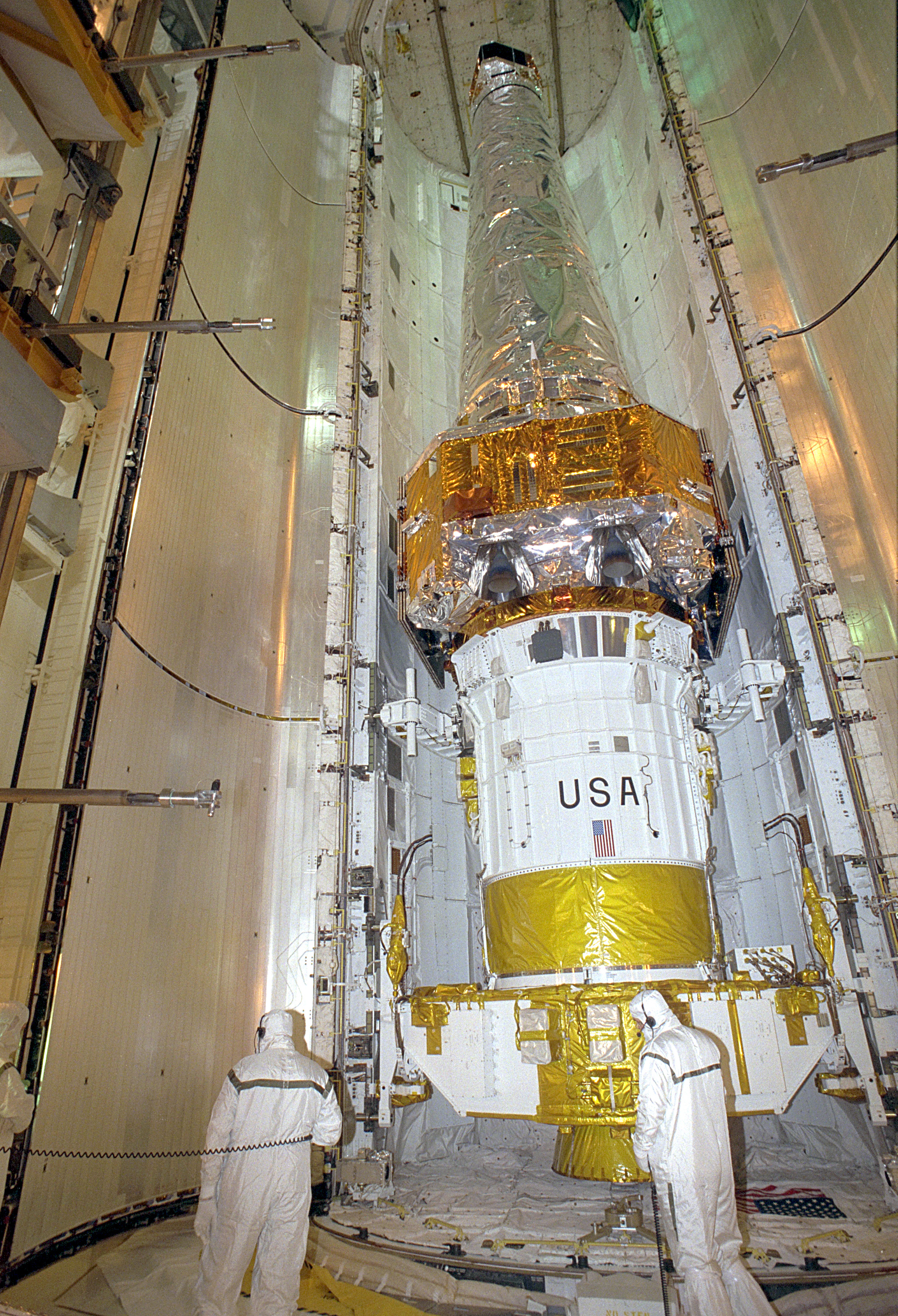
El Observatorio Chandra en la bodega del Space Shuttle en la Tierra
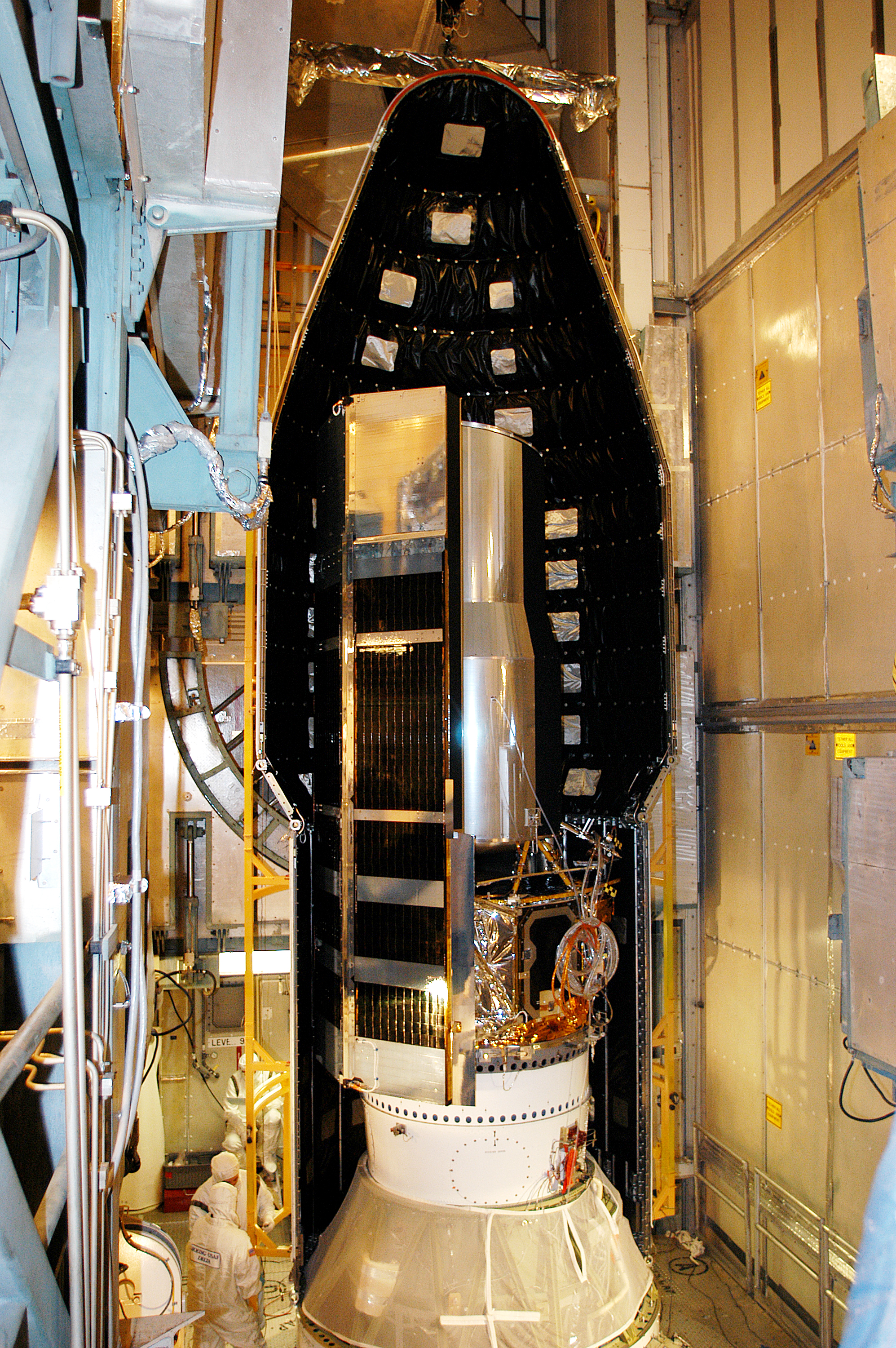
El Observatrio Spitzer en la Tierra siendo preparado para su lanzamiento